# ING-DiBa
ING-DiBa AG är den största självständiga banken i Tyskland och Europa, med huvudkontor i Frankfurt am Main.
ING-DiBa ingår i nederländska ING Group, en internationell finanskoncern med över 60 miljoner kunder och 115 000 medarbetare. 
ING-DiBa grundades 1965 som Bank für Sparanlagen und Vermögensbildung AG i Frankfurt am Main. Målet då var att skapa en sparbank för alla arbetare i Tyskland och öka konkurrensen mellan de tyska bankerna. 1994 blev man Allgemeine Deutsche Direktbank AG. 1998 togs man över av nederländska ING Group, som köpte 49 procent av koncernen. 1999 skedde namnbyte till DiBa, som står för Direktbank vilket senare blev ING-DiBa för att markera koncerntillhörigheten.
ING-DiBa erbjuder tjänster uteslutande via telefon, telefon eller Internet.